# Războiul Indo-Pakistanez din 1971
Războiul Indo-Pakistanez din 1971 a fost un conflict militar între India și Pakistan. Sursele indiene, Bangladeshiene și internaționale consideră că începutul războiului a fost Operațiunea Chengiz Khan, atacul pakistanez din 3 decembrie 1971 asupra a 11 baze aeriene indiene. Conflictul a durat 13 zile și este considerat a fi unul dintre cele mai scurte războaie din istorie.
În cursul războiului, forțele indiene și pakistaneze s-au ciocnit pe fronturile estic și vestic. Războiul a luat sfârșit după ce Comandamentul Estic al Forțelor Armate Pakistaneze a semnat declarația de capitulare, prima capitulare publică din istorie, la 16 decembrie 1971, în urma căreia Pakistanul de Est s-a separat și a devenit statul independent Bangladesh. Circa 97.368 de vest-pakistanezi aflați în Pakistanul de Est la declararea independenței, inclusiv circa 79.700 de soldați pakistanezi și personal paramilitar și 12.500 de civili, au fost luați prizonieri de război de India.